# Knochenwachs

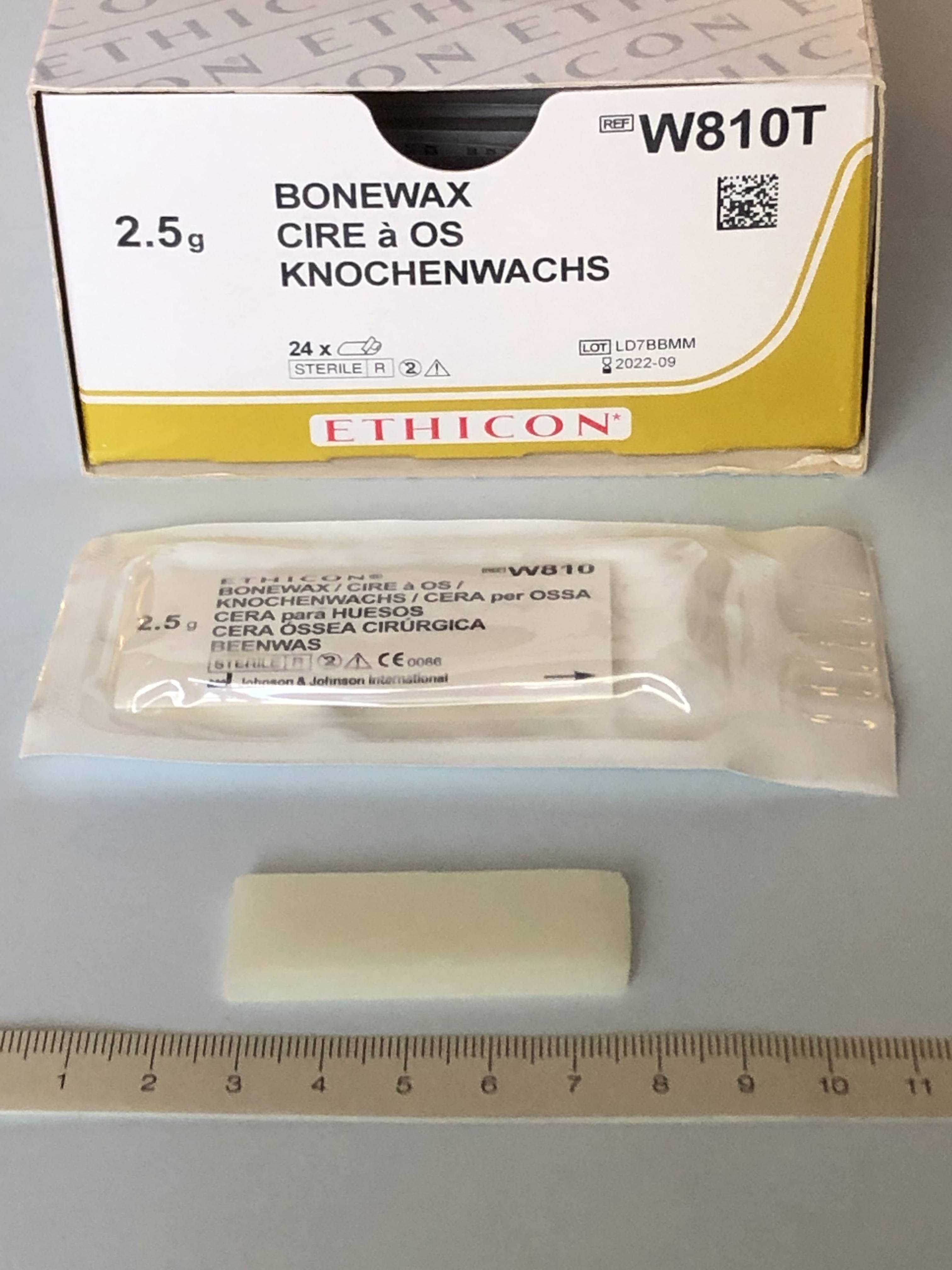
Knochenwachs als sterile Präparation für die Chirurgie

Bei Knochenwachs handelt es sich um ein medizinisches Arzneimittel, welches zur intraossären Blutstillung verwendet wird. Dabei handelt es sich um ein steriles Gemisch aus Bienenwachs und Vaseline in einem Verhältnis von 2:1. Das Knochenwachs kommt intraoperativ zum Einsatz. Durch die leichte Verformbarkeit kann diese zur temporären Versiegelung der Blutung an den Bruchkanten, beispielsweise nach einer medianen Sternotomie, genutzt werden. Darüber hinaus findet das Knochenwachs auch in der Neurochirurgie, der Orthopädie und Traumatologie, der Thoraxchirurgie sowie der Kieferchirurgie seine Anwendung.

## Entwicklung
Der Einsatz eines Vorläufers des Knochenwachses wurde erstmals von Henri Ferdinand Dolbeau dokumentiert, was im Rahmen eines neurochirurgischen Eingriffs im Jahre 1842 geschah. Allerdings erlangte Knochenwachs als temporäres Hämostasemittel seinen Bekanntheitsgrad, als fünfzig Jahre später dieses bei neurochirurgischen Eingriffen durch Victor Horsley eingesetzt wurde.